# Magdalena Forsberg
Maria Magdalena Forsberg, född Wallin den 25 juli 1967 i Örnsköldsvik, är en svensk programledare och före detta skidskytt och längdåkare. Hon vann Världscupen i skidskytte sex år i rad mellan 1997 och 2002. Forsberg har vunnit 6 VM-guld, 1 VM-silver, 6 VM-brons och 2 OS-brons. Hon tilldelades Jerringpriset fyra gånger, 1997, 1998, 2000 och 2001, vilket är gällande rekord för svenska idrottsutövare.

## Biografi

### Uppväxt, juniortid och längdåkning
Magdalena Wallin föddes 1967 i Örnsköldsvik. Familjen flyttade sex år senare till Ullånger, där den unga Magdalena Wallin började åka skidor nedför Skulebacken. Wallin visade talang inom slalom och vann bland annat Kalle Anka Cup. Samtidigt tränade hon längdskidor, där hon tävlade för Salsåker-Ullångers IF. I tioårsåldern kom längdåkningen att bli den dominerade sysselsättningen, och hon vann bland annat distriktsmästerskapet.
I nionde klass flyttade Magdalena Wallin till Nordingrå. Hon bestämde sig för att göra en satsning på längdskidåkningen och sökte till skidgymnasiet i Lycksele. Där tillbringade hon tre gymnasieår, innan det avslutande fjärde gymnasieåret på skidgymnasiet i Sollefteå. Under tiden kom hon även med i det svenska juniorlandslaget, och vid den här tiden räknades Wallin som en av Sveriges mest lovande juniorer vid sidan av Marie-Helene Westin. Som sistaårsjunior fick Magdalena Wallin sitt internationella genombrott 1987, då hon vid VM i Oberstdorf var med i bronslaget i stafett.
Året efter väntade OS i Calgary. OS blev ingen succé för någon av de svenska skiddamerna, vilket enligt dåvarande förbundskaptenen Lars-Gunnar Pettersson berodde på för kort acklimatisering på hög höjd. Ingen av de kvinnliga svenska skidåkarna fick någon framskjuten placering. Efter OS kom dock den försenade formtoppen, och i finska Rovaniemi vann Westin före Wallin. Denna den sista tävlingen för säsongen visade sig bli Magdalena Wallins första och enda pallplats som längdåkare i världscupen.

### Skidskytte
Efter några mindre framgångsrika säsonger i längdspåren beslutade sig Magdalena Wallin 1993 för att börja med skidskytte. Där tränades hon av tysken Wolfgang Pichler. Efter några "nybörjarsäsonger" började de riktiga framgångarna komma i mitten av decenniet. Säsongen 1996/1997 vann hon hela världscupen, något som skulle komma upprepas de fem kommande säsongerna – än idag rekord inom skidskytte bland damer. Dessutom erövrade hon under den här tiden 13 VM-medaljer, varav sex stycken guld (också det rekord vid denna tidpunkt).
Magdalena Forsberg (nytt efternamn efter giftermål 1996 med Henrik Forsberg) avslutade sin karriär efter OS i Salt Lake City 2002 där hon vann sina två OS-brons. Utöver sina mästerskapsmedaljer har hon 87 pallplaceringar i världscuplopp: 42 segrar, 18 andraplatser och 27 tredjeplatser. Hennes främsta merit som längdåkare kom 1987 då hon åkte en sträcka i det svenska lag som tog brons i stafett, 4x5 km vid VM i Oberstdorf. Som skidskytt tävlade hon för Sundsvall Biathlon och som längdåkare för Stockviks SF.

### Efter skidkarriären
Efter karriären har Forsberg dels verkat som skattekonsult på revisionsbyrån KPMG och dels arbetat för SVT Sport som skidskytteexpert. Hon jobbar även för tyska tv-kanalen ARD som sportprogramledare och med sin kortdokumentärserie "Magdalenas värld", där hon förklarar sporten skidskytte. 2008 utnämndes hon till hedersdoktor vid Mittuniversitetets humanvetenskapliga fakultet. Samma år gick hon med i ett rådgivande råd till tankesmedjan Sektor 3.
Sedan mitten av 1996 är Magdalena Forsberg gift med den före detta längdåkaren och skidskytten Henrik Forsberg. I samband med giftermålet tog hon sin makes efternamn. De bor i Bergeforsen i Timrå kommun.
2005-2006 tävlade Magdalena i På Spåret tillsammans med Adde Malmberg. Laget blev tvåa.
Under 2011 vidareutbildade sig Magdalena Forsberg som deltagare på den första Management Diploma for Athletes, MDA, vid Cruyff Institute for Sport Studies och IFL vid Handelshögskolan i Stockholm. Bland övriga deltagare på MDA-utbildningen märks ishockeyspelaren Peter Forsberg och skytten Christina Bengtsson.
Magdalena Forsberg vann Mästarnas mästare 2013.
2015–2016 ledde hon SVT:s naturserie Mitt i naturen, tillsammans med Anders Lundin och Joakim Odelberg.
2021 vann hon På spåret i par med Claes Elfsberg. 2022 gick laget till semifinal. 
Vintern 2023 släppte hon boken Hitta motivationen (Mondial) tillsammans med Tobias Karlsson.

## Meriter

### Olympiska vinterspel
Magdalena Forsberg har deltagit i två olympiska vinterspel, 1998 i Nagano och 2002 i Salt Lake City. I Nagano kom hon 14:e i distansen och 17:e i sprinten. I Salt Lake City tog hon två brons, i distans och sprint, och kom på sjätteplats på jaktstarten.

### Världsmästerskap
Forsberg har deltagit i sju världsmästerskap i skidskytte. Hon har även tävlat i världsmästerskapen i nordisk skidsport, där hon har ett stafett-brons från 1987. I skidskytte har hon tolv medaljer, varav sex är guld, ett är silver och fem är brons.

### Världscupen
I Världscupen har hon tävlat i mellan 1994 och 2002. Hon har totalt 87 pallplatser. Med sina 42 segrar är hon den hittills segerrikaste kvinnliga skidskytten (november 2012), före Magdalena Neuners 34 segrar. Hon vann totalcupen sex år i rad, från säsongen 1996/1997 till 2001/2002. Under dessa år vann hon även jaktstartscupen sex gånger, sprintcupen fem gånger, distanscupen fyra gånger, och masstartscupen två gånger.

#### Världscuploppsegrar
| Disciplin | År               | Plats           | Land      |
| --------- | ---------------- | --------------- | --------- |
| Sprint    | 28 januari 1995  | Ruhpolding      | Tyskland  |
| Distans   | 14 december 1995 | Holmenkollen    | Norge     |
| Jaktstart | 4 januari 1997   | Oberhof         | Tyskland  |
| Sprint    | 5 januari 1997   | Oberhof         | Tyskland  |
| Sprint    | 13 december 1997 | Östersund       | Sverige   |
| Jaktstart | 20 december 1997 | Kontiolax       | Finland   |
| Sprint    | 8 januari 1998   | Ruhpolding      | Tyskland  |
| Distans   | 3 mars 1998      | Pokljuka        | Slovenien |
| Sprint    | 7 mars 1998      | Pokljuka        | Slovenien |
| Jaktstart | 11 december 1998 | Hochfilzen      | Österrike |
| Sprint    | 12 december 1998 | Hochfilzen      | Österrike |
| Sprint    | 25 februari 1999 | Lake Placid     | USA       |
| Jaktstart | 6 mars 1999      | Valcartier      | Kanada    |
| Sprint    | 9 december 1999  | Pokljuka        | Slovenien |
| Jaktstart | 18 mars 2000     | Chanty-Mansijsk | Ryssland  |
| Jaktstart | 8 december 2000  | Antholz         | Italien   |
| Jaktstart | 16 december 2000 | Antholz         | Italien   |
| Sprint    | 17 december 2000 | Antholz         | Italien   |
| Masstart  | 5 januari 2001   | Oberhof         | Tyskland  |
| Jaktstart | 6 januari 2001   | Oberhof         | Tyskland  |
| Sprint    | 7 januari 2001   | Oberhof         | Tyskland  |
| Jaktstart | 13 januari 2001  | Ruhpolding      | Tyskland  |
| Sprint    | 14 januari 2001  | Ruhpolding      | Tyskland  |
| Sprint    | 18 januari 2001  | Antholz         | Italien   |
| Distans   | 28 februari 2001 | Soldier Hollow  | USA       |
| Jaktstart | 3 mars 2001      | Soldier Hollow  | USA       |
| Jaktstart | 17 mars 2001     | Holmenkollen    | Norge     |
| Jaktstart | 6 december 2001  | Hochfilzen      | Österrike |
| Sprint    | 9 december 2001  | Hochfilzen      | Österrike |
| Distans   | 12 december 2001 | Pokljuka        | Slovenien |
| Jaktstart | 16 december 2001 | Pokljuka        | Slovenien |
| Distans   | 20 december 2001 | Brezno-Osrblie  | Slovakien |
| Masstart  | 22 december 2001 | Brezno-Osrblie  | Slovakien |
| Jaktstart | 11 januari 2002  | Oberhof         | Tyskland  |
| Jaktstart | 10 mars 2002     | Östersund       | Sverige   |
| Jaktstart | 23 mars 2002     | Holmenkollen    | Norge     |

## TV (i urval)
- 2013 – Mästarnas mästare (TV-serie)
- 2015 – Mitt i naturen (TV-serie)
- 2017 – Superstars (TV-serie)
- 2018 – Mästarnas mästare (TV-serie)
- 2019 – Let's Dance (TV-serie)
- 2021 – På spåret (TV-serie)
- 2022 – Alla mot alla med Filip och Fredrik (TV-serie)
- 2024 – Smartare än en femteklassare (TV-serie)
- 2025 – Race Across the World Sverige (TV-serie)